# La Vierge en bleu
La Vierge en bleu (titre original : The Virgin Blue) est le premier roman, à la fois historique et contemporain, de la romancière américaine Tracy Chevalier, paru en 1997. Dans ce livre, les histoires de deux femmes se superposent à plusieurs siècles de distance.

## Résumé
Au XVIe siècle, Isabelle du Moulin surnommée La Rousse est fascinée par le bleu profond du sanctuaire de la Vierge de l'église de son village. Années 1900, Ella Turner, récemment arrivée des États-Unis pour suivre son mari Rick, commence une recherche historique sur ses ancêtres protestants.

## Personnages (XVIe)

### Isabelle du Moulin
Surnommée La Rousse, paysanne catholique épouse d’Etienne.

### Etienne Tournier
Mari d’Isabelle, de famille protestante.

### Les enfants d’Isabelle
- Marie
- Petit Jean
- Jacob

### Hannah et Jean
Les parents d’Etienne.

### Les enfants d’Hannah
- Etienne
- Suzanne

### Bertrand
Mari de Suzanne

## Personnages (XXe)

### Ella Turner
Sage-femme américaine, épouse de Rick.

### Rick Middleton
Architecte américain, mari d’Ella.

### Jean-Paul
Bibliothécaire.

### Mathilde
Employée de bibliothèque et amie de Ella.